# Gênero (teoria musical)
Na música da Grécia Antiga e na música bizantina, o gênero (em grego clássico: γένος; romaniz.: génos) é um termo que descreve o posicionamento em intervalos das notas móveis de um tetracorde. Estas notas são a parípate (segunda mais aguda) e o lícano (segunda mais grave), que se interpõem entre a hípate (mais aguda) e a mesa (mais grave), que sempre têm uma quarta perfeita entre si. Os gêneros são, por sua vez, divididos em colorações (em grego clássico: χρόα; romaniz.: chróa), a mais típica sendo sempre a coloração dura.
Na música da Antiguidade, uma dupla destes tetracordes percorreria uma oitava inteira, com o inferior e o superior separados por um tom. Na música bizantina, contudo, os tetracordes inferior e superior, sempre ascendendo a partir da nota pa (equivalente ao ré), podem ter intervalos desiguais. Embora sua base fosse a tradição oral, estas escalas foram sistematizadas por Crisanto de Mádito no século XIX com seu temperamento em 68 "minutos" desiguais na década de 1820, seguindo-se novas sistematizações, mais notavelmente a em 72 iguais estabelecida por sínodo ortodoxo de 1881.

## Gênero diatônico
O gênero diatônico é o mais antigo dos gêneros, não por acaso descrito por Aristóxenes como o mais natural deles, e por outros autores como simples, direto e masculino. Deu origem à escala diatônica moderna. Em um temperamento igual ideal, é caracterizado em sua forma mais típica (a coloração dura) por um intervalo entre a parípate e a hípate igual tanto ao intervalo entre o lícano e a parípate como o intervalo entre ambos os tetracordes, enquanto o intervalo entre a mesa e o lícano é metade do mesmo. Em sua coloração mole, contudo, o intervalo entre a mesa e o lícano é um quarto maior, e entre o lícano e a parípate, um quarto menor.
Inicialmente, a música litúrgica bizantina era centrada em um octoeco inteiramente diatônico, mas desde o século XVIII os outros gêneros, antes extraordinários, foram incluídos, de forma que hoje o gênero é utilizado nos tons primeiro, primeiro plagal, quarto e quarto plagal. Na sistematização de Crisanto, o gênero diatônico teria uma sequência de 9:7:12:12:9:7:12, mantendo igualdade entre os tetracordes, subindo de pa (equivalente a ré) a pa. Na do Sínodo de 1881, a igualdade foi mantida, mas os intervalos seriam contabilizados como 10:8:12:12:10:8:12. Em qualquer caso, a nota zo (equivalente ao si) tende a ser bemolizada quando o tetracorde superior é realizado descendentemente, de forma que o temperamento em 72 iguais não o representa como 12:8:10 como esperado, mas sim 12:12:6.

## Gênero cromático
O gênero cromático é relativamente mais novo que o diatônico, e é caracterizado pela presença de uma segunda aumentada, em sua coloração dura com o intervalo entre o lícano e a mesa sendo o triplo do intervalo entre a parípate e o lícano, e este, igual ao entre a hípate e a parípate. O intervalo entre ambos os tetracordes, por sua vez, é o dobro deste menor e a metade deste maior. Em sua coloração mole, contudo, a relação entre os intervalos não é de 3:2:1, mas sim de 11:6:2, enquanto na coloração hemiólia é de 14:8:3. Apesar de seu nome, tem o mesmo número de degraus que o gênero diatônico, diferentemente da escala cromática moderna.
Na música bizantina, há uma diversidade de possibilidades percebidas para o gênero cromático. Crisanto estabeleceu uma sequência de 7:18:3:12:7:18:3, com igualdade entre tetracordes, com a variação desigual 7:18:3:12:9:7:12, subindo-se de ni (equivalente a dó) a ni. O Sínodo de 1881 também percebeu variações: não na igualdade ou desigualdade os tetracordes, mas sim entre os diferentes modos do octoeco. No segundo modo autêntico, a escala tem os intervalos 10:8:12:12:10:8:12. No respectivo plagal, contudo, são 6:20:4:12:6:20:4.

## Gênero enarmônico
O gênero enarmônico é o mais novo de todos, e era típico de músicos profissionais. Não tem colorações, contando apenas com uma única série de intervalos, com o intervalo entre o lícano e a mesa sendo o óctuplo do intervalo entre a parípate e o lícano, e este, igual ao entre a hípate e a parípate. O intervalo entre ambos os tetracordes, por sua vez, era o quádruplo deste menor e a metade deste maior. Era considerado misterioso e controverso, com alguns setores da sociedade mesmo o demonizando por seus supostos efeitos nos jovens.
Na música bizantina, o gênero enarmônico permanece utilizado no tom terceiro e no grave.